# Intervención electoral del extranjero
Las intervenciones electorales del extranjero son intentos de parte de gobiernos, abiertamenta o por lo contrario, de influir en las elecciones de otro país. Hay muchas maneras en las cuales naciones han logrado cambio de régimen en el extranjero; intervención electoral es solo uno de esos métodos.
En general, la investigación empírica y teórica acerca de intervención electoral de países extranjeros es débil; sin embargo, un número de dichos estudios se han llevado a cabo. Un estudio indica que los Estados Unidos y Rusia (así como la antigua Unión Soviética) intervinieron en 117 elecciones alrededor del mundo desde 1946 hasta 2000, un promedio de una vez por cada nueve elecciones competitivas.

## Estudios académicos
En un estudio de Dov Levin en 2016 se encontró que, entre las 938 elecciones mundiales examinadas, Estados Unidos y Rusia combinadas se han involucrado en alrededor de uno de cada nueve (117), la mayoría de estos (68%) siendo a través de acciones encubiertas. El mismo estudio encontró que en promedio, una intervención electoral a favor de un lado compitiendo aumentará su porcentaje del voto en alrededor de 3 por ciento, un efecto lo suficientemente grande como para potencialmente haber cambiado los resultados de 7 de 14 elecciones a la presidencia en Estados Unidos que occurieron después de 1960. De acuerdo al estudio, los Estados Unidos intervinieron en 81 elecciones entre 1946 y 2000, mientras Rusia o la Unión Soviética intervino en 36.
En un estudio en 2012, Corstange y Marinov teorizaron que hay dos tipos de intervención extranjera: intervención partisana, en la cual el poder extranjero toma la postura de un lado, e intervención del proceso, en la cual el poder extranjero busca apoyar las reglas de la contestación democrática, sin consideración por quién gana. Los resultados de 1.703 participantes encontraron que intervenciones partisanas tuvieron un efecto polarizante en los puntos de vista políticos y de relaciones ajenas, con el lado favorecido por el poder ajeno más propenso a estar en favor de progreso entre las relaciones entre ambos, y el efecto opuesto para la oposición.
También en 2012, Shulman y Bloom teorizarin un número de factores distintos que afectan los resultados de interferencia extranjera:
- Los agentes de la intervención: cada uno con un efecto descendente sobre el resentimiento causado por su intervención, siendo estos países, organizaciones internacionales, organizaciones no gubernamentales, y finalmente individuos.
- El partidismo de la intervención: si los actores extranjeros intervienen para afectar a las instituciones y el proceso en general, o si intervienen principalmente para favorecer a un lado.
- La saliencia de la intervención: constando de dos elementos. Primero, "cuán obvia y conocida es la intervención", y segundo, "¿qué tan clara y comprensible es la intervención?"

Adicionalmente, teorizaron que similitudes nacionales entre los poderes extranjeros y nacionales disminuirían el resentimiento, e incluso podrían provocar la bienvenida a la intervención. En los casos en que la autonomía nacional es de interés primordial para el electorado, predijeron un efecto reducido de la similitud o disimilitud de los dos poderes. Por el contrario, predijeron que en los casos en que la identidad nacional era una preocupación principal, la importancia de la similitud o la falta de esta tendría un mayor impacto.

## Elecciones en Albania

### Elecciones de 1991 (EE.UU)
Durante la campaña electoral de 1991, los políticos del Partido Democrático de Albania, de centroderecha, afirmaron que el gobierno de Estados Unidos proporcionaría asistencia financiera al país. El gobierno de Estados Unidos confirmó estas afirmaciones en una reunión con miembros del Partido Demócrata.

### Elecciones de 1992 (EE.UU y Italia)
La Agencia de los Estados Unidos para el Desarrollo Internacional, el Instituto Nacional Demócrata y el Instituto Republicano Internacional proporcionaron ayuda, capacitación, apoyo a los medios de comunicación y financiación a los grupos políticos antisocialistas. La embajada de Estados Unidos también apoyó públicamente al Partido Democrático de Albania. Los Angeles Times también informó que el gobierno de EE. UU. proporcionó asesores y vehículos para la campaña del Partido Demócrata de Albania y amenazó con retener la ayuda extranjera a Albania si el Partido Socialista de Albania ganaba las elecciones.
Italia apoyó al Partido Socialista de Albania, y el ex primer ministro italiano Bettino Craxi aceptó ser miembro honorario del partido para darles legitimidad. Italia también dio más ayuda a Albania que cualquier otro país.

## Elecciones en Bolivia

### Elección de 1964 (EE.UU)
Según documentos proporcionados por la Oficina del Historiador del Departamento de Estado, la CIA financió de manera encubierta a medios, grupos políticos, sindicatos, grupos estudiantiles y grupos juveniles para romper la influencia de los comunistas y presuntos operativos cubanos en Bolivia, así como para crear un gobierno estable que fuera pro-EEUU. Se dedicaron más de $1,150,000 a esta tarea durante 3 años. A partir de agosto de 1964, el gobierno de Estados Unidos comenzó a financiar de forma encubierta al MNR (entonces el partido político más grande de Bolivia) durante las elecciones. Tras el golpe militar de 1964 del general René Barrientos, el gobierno de los EE. UU. lo financió de manera encubierta y propagó apoyo a su gobierno.

### Elección de 1966 (EE.UU)
Según documentos proporcionados por la Oficina del Historiador del Departamento de Estado, la CIA financió encubiertamente a grupos que apoyaron al general Barrientos durante las elecciones de 1966 y sus rivales para asegurarse de que aceptaran la legitimidad de las elecciones. Con la ayuda de la CIA, las fuerzas de Barrientos mataron al Che Guevara al año siguiente.

### Elección de 2002 (EE.UU)
En las elecciones a presidencia de Bolivia en 2002, los Estados Unidos, que había estado financiando la eradicación de fincas de coca, intruct farms, le dio instrucciones al embajador Manuel Rocha a advirtir a los bolivianos que no voten por el candidato socialista Evo Morales, afirmando que hacerlo podría "poner en peligro la asistencia y la inversión estadounidense" Esta movida fracasó en gran medida, aumentando el apoyo por Morales, quien terminó segundo en las elecciones.

## Elecciones en Brasil

### Elecciones de 1955 (EE.UU)
Por temor al ascenso de João Goulart, a quien EE.UU. consideraba un demagogo comunista, el Servicio de Información de EE.UU. aumentó su presupuesto para educar a los brasileños sobre los supuestos peligros del comunismo y los grupos de fachada comunistas, además de establecer vínculos entre el Partido Comunista Brasileño y la Unión Soviética. Estados Unidos también otorgó subvenciones a la conservadora Unión Nacional Democrática. Según documentos proporcionados por la Oficina del Historiador del Departamento de Estado, EE. UU. también otorgó un aumento en el crédito a la administración gobernante para ayudarlos a ganar las elecciones de 1955.

### Elecciones de 1962 (EE.UU)
Según el libro Legacy of Ashes de Tim Weiner, el primer uso del nuevo sistema de grabación de última generación ordenado por John F. Kennedy en la Casa Blanca en 1962 fue para discutir planes para subvertir el gobierno brasileño de João Goulart. . Kennedy y su embajador en Brasil, Lincoln Gordon, discutieron gastar S8 millones para influir en las próximas elecciones y prepararse para un golpe militar contra Goulart por temor a que Brasil se convierta en una "segunda Cuba". La CIA y la AFL-CIO introdujeron dinero en la vida política brasileña para las personas que se oponían a Goulart. La interferencia electoral de Estados Unidos no logró derrocar a Goulart, y la CIA apoyó un golpe de estado que lo depuso en 1964, lo que llevó a Brasil a estar gobernado por una dictadura militar hasta 1985.

## Elecciones en Chile

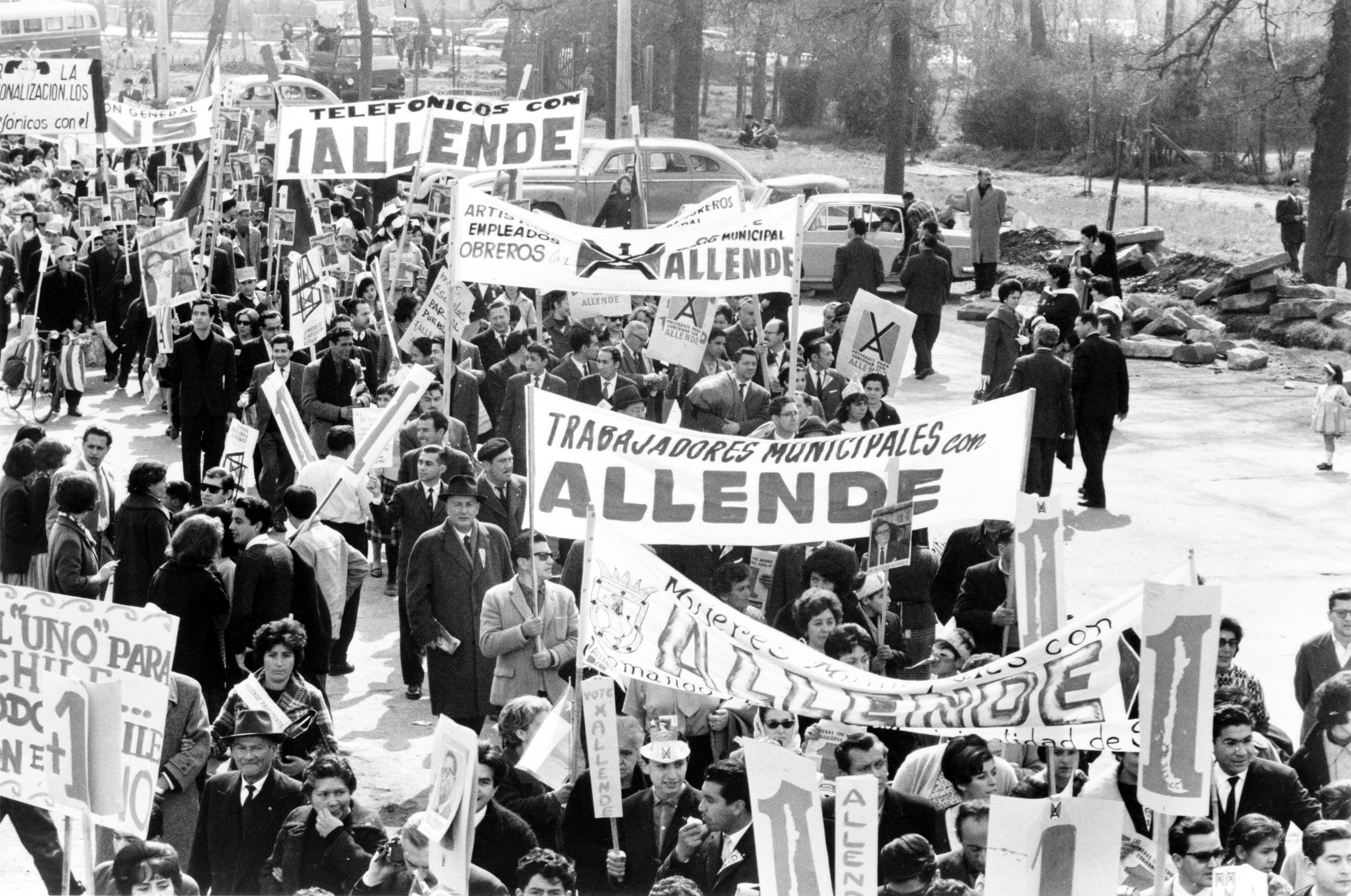
Trabajadores chileanos marchando en apoyo de Allende en 1964.

### Elección de 1964 (EE.UU., URSS)
Entre 1960 y 1969, el gobierno soviético financió al partido comunista de Chile entre $50,000 y $400,000 anuales. En las elecciones de 1964 el gobierno estadounidense In the 1964 Chilean elections the U.S. Government suministró $ 2.6 millones en fondos para el candidato Eduardo Frei Montalva, cuyo oponente, Salvador Allende era un marxista destacado, así como financiamiento adicional con el intento de dañar la reputación de Allende.: 38–9 

### Elección de 1970 (EE.UU.)
De acuerdo con información publicada como parte de las conclusiones del Comité Church, la Agencia Central de Inteligencia estadounidense apoyó el secuestro del comandante en jefe del ejército de Chile, General René Schneider en un intento de evitar la confirmación congresional de Salvador Allende. El intento falló y Schneider recibió un disparo en el proceso. Murió tres días después a causa de las heridas sufridas. A partir de entonces, EE. UU. continuó una vigorosa campaña abierta y encubierta para socavar la presidencia de Allende, lo cual pudo haber creado las condiciones para el derrocamiento de Allende en un golpe de estado violento, aunque los EE.UU. no estuvo directamente implicado en el golpe. Official estadounidense Henry Kissinger fue citado en Newsweek en 1974 diciendo acerca de Chile: "No veo por qué tenemos que dejar a un país hacerse comunista debido a la irresponsabilidad de su propia gente".

## Elecciones en Costa Rica

### Elección de 1966 (EE.UU y Nicaragua)
Según documentos proporcionados por la Oficina del Historiador del Departamento de Estado, el líder del Partido Liberación Nacional (PLN), Daniel Oduber Quirós, buscó activamente el apoyo de Estados Unidos y su partido durante las elecciones. También hubo especulaciones comunes en Costa Rica de que el Partido de Unificación Nacional (PUN) estaba siendo financiado por fuerzas externas, en particular la familia Somoza en Nicaragua. El gobierno de EE. UU. ofreció utilizar contactos en la AFL-CIO para ayudar al PLN en su campaña electoral. Walter y Victor Reuther ayudaron a la campaña recaudando fondos en Detroit. El gobierno estadounidense prefirió una victoria del PLN, pero reconoció que ambos candidatos eran pro-estadounidenses y anticomunistas.

### Elección de 1970 (URSS)
La KGB ayudó discretamente a la campaña presidencial de José Figueres Ferrer brindándole a su campaña un préstamo de $ 300,000 a través del Partido de Vanguardia Popular Marxista-Leninista a cambio de una promesa de reconocimiento diplomático de la Unión Soviética. Una vez reinstalado como presidente, Figueres cumplió su promesa.

### Elección de 1986 (EE.UU)
El Instituto Republicano Internacional apoyó al conservador Partido Unidad Social Cristiana (PUSC) para ayudarlos a ganar las elecciones de 1986. También les entregaron subvenciones de $75,000, $100,000 y $145,000 en 1986, 1987 y 1988 respectivamente a la "Asociación para la Defensa de la Libertad y Democracia en Costa Rica" (Asociación para la Defensa de la Libertad y la Democracia en Costa Rica) un político conservador grupo.

## Elecciones en Congo-Kinsasa (URSS, 1960)
La Unión Soviética apoyó de forma encubierta a Patrice Lumumba en las elecciones generales del Congo Belga de 1960.

## Elecciones en Dinamarca

### Eleccion de 1973 (URSS)
La Unión Soviética financió de forma encubierta al Partido Comunista de Dinamarca en las elecciones de 1973.

### Eleccion de 1975 (URSS)
La Unión Soviética financió de forma encubierta al Partido Comunista de Dinamarca en las elecciones de 1975.

## Elecciones en Francia

### Eleccion de 2007 (Libia)
Según el periódico francés Mediapart, la campaña presidencial de Nicolas Sarkozy recibió 50 millones de euros en donaciones del líder libio, el coronel Muammar Gaddafi, más del doble del límite francés para donaciones individuales de campaña de 22 millones de euros. Después de la victoria de Sarkozy, Gaddafi realizó una visita de estado de 5 días a Francia, durante la cual el gobierno libio compró equipo militar, incluidos 14 aviones de combate Rafale. Ziad Takieddine, un empresario franco-libanés con estrechos vínculos con Libia, admitió a Mediapart que había realizado tres viajes desde Trípoli a Francia para entregar maletas llenas de billetes de 200 y 500 euros a Sarkozy. Después de las elecciones, Gaddafi fue invitado. En marzo de 2018, Sarkozy fue detenido por estas acusaciones. Fue interrogado por la policía durante 25 horas, durante las cuales negó haber actuado mal, antes de ser puesto en libertad bajo supervisión judicial especial.

### Eleccion de 2017 (Rusia)
Las filtraciones de correo electrónico de Macron de 2017 fueron filtraciones de más de 20.000 correos electrónicos relacionados con la campaña de Emmanuel Macron durante las elecciones presidenciales francesas de 2017, dos días antes de la votación final. Las filtraciones atrajeron una gran cantidad de atención de los medios debido a la rapidez con la que las noticias de la filtración se difundieron por Internet, con la ayuda en gran parte de bots y spammers, y generaron acusaciones de que el gobierno de Rusia bajo Vladimir Putin era el responsable. Los correos electrónicos fueron compartidos por WikiLeaks y varios activistas estadounidenses de extrema derecha a través de sitios de redes sociales como Twitter, Facebook y 4chan.

## Elecciones en Alemania

### Eleccion de 1972 (URSS)
Según documentos proporcionados por la Oficina del Historiador del Departamento de Estado, el gobierno de EE. UU. sintió que la KGB apoyaba al Partido Socialdemócrata de Alemania-Partido Democrático Libre y "instruyó a sus principales agentes en el extranjero para que movilizaran todos los recursos en apoyo de su victoria". Esto se hizo para aumentar las relaciones positivas con Alemania Oriental.

### Eleccion de 2017 (Turquía)
En agosto de 2017, el presidente turco Recep Tayyip Erdoğan llamó a todos sus "compatriotas" en Alemania a votar en contra de la CDU/CSU, el SPD y el Partido Verde en las próximas elecciones federales alemanas. Erdoğan llamó a estos partidos, así como a la canciller alemana Angela Merkel, "enemigos de Turquía". [cita requerida] Merkel condenó estas declaraciones y respondió que todos los alemanes tenían derecho a votar libremente sin la intromisión extranjera en el proceso electoral. El ministro de Relaciones Exteriores de Alemania, Sigmar Gabriel, afirmó que los segmentos de Erdogan fueron un "acto de interferencia sin precedentes en la soberanía de nuestro país". Hay al menos 4 millones de personas de origen turco en Alemania, la mayoría de las cuales se alinean políticamente con el SPD o el Partido Verde.

## Elecciones en Grecia

### Eleccion de 1958 (EE.UU y URSS)
Durante las elecciones de 1958, la CIA "gastó grandes sumas de dinero" en una "gran variedad de estrategias" para apoyar de forma encubierta a la Unión Radical Nacional (ERE).
En una entrevista exclusiva con To Vima, el líder soviético Nikita Khrushchev criticó duramente a la OTAN y afirmó que la OTAN estaba impidiendo la resolución del conflicto de Chipre y que los "colonialistas" estaban tratando de imponer una constitución ilegítima y una partición en Chipre. También afirmó que los líderes de la OTAN planeaban instalar misiles nucleares en suelo griego, lo que pondría en peligro a los ciudadanos griegos en caso de una guerra nuclear. Esta entrevista fue considerada por Konstantinos Karamanlis como una injerencia electoral abierta a favor de partidos contrarios a la OTAN como EDA y la Unión Democrática Agrícola Progresista (PADE).

### Eleccion de 1961 (EE.UU)
Durante las elecciones de 1961, la CIA financió de forma encubierta la Unión Radical Nacional (ERE) y la Unión del Centro (EK) para evitar una victoria del Frente Agrícola Democrático (EDA) socialista. El ejército griego, entonces vinculado a la CIA, también desempeñó un papel en la victoria del ERE animando al público a votar por él.

### elecciones de 1974 (URSS)
Según documentos proporcionados por la Oficina del Historiador del Departamento de Estado, luego de la legalización del Partido Comunista de Grecia en 1974, los soviéticos le dieron al partido de manera encubierta más de $2 millones para su campaña electoral.

## Eleccion de Guatemala (EE.UU, 1958)
La CIA ayudó de manera encubierta a la campaña electoral de José Luis Cruz Salazar (es) del Movimiento de Liberación Nacional con un pago de $97,000 para derrocar al gobierno de Miguel Ydígoras Fuentes del Partido Reconciliación Democrática Nacional en las elecciones generales de 1958.

## Elección de Guinea (Francia, 2010)
Vincent Bolloré, un multimillonario francés cercano al entonces presidente francés Nicolas Sarkozy, supuestamente brindó apoyo financiero al candidato presidencial Alpha Condé en las elecciones presidenciales de Guinea de 2010. Se sospecha que le ofreció a Condé un descuento en los anuncios de su agencia de publicidad, que no ofreció por igual a su oponente Cellou Dalein Diallo. Condé se convirtió en presidente de Guinea y otorgó concesiones portuarias a la empresa de Bolloré. Bolloré niega formalmente haber actuado mal.

## Elección de Indonesia (EE.UU, 1955)
La CIA entregó encubiertamente más de $ 1 millón a los partidos políticos musulmanes progresistas y centristas para reducir el apoyo a Sukarno y al Partido Comunista de Indonesia durante las elecciones legislativas de 1955. La operación fue un fracaso total. Más tarde, Estados Unidos apoyó la rebelión contra Sukarno Permesta en 1958 y las masacres anticomunistas de 1965 dirigidas por militares.

## Elección de Iran (EE.UU, 1952)
El historiador Ervand Abrahamian, en una entrevista con Democracy Now!, dijo que los documentos del Departamento de Estado de EE. UU. desclasificados en 2017 revelan que la estrategia de EE. UU. era socavar a Mohammad Mosaddegh a través del parlamento y que la Agencia Central de Inteligencia (CIA) gastó mucho dinero para conseguir a sus 18 candidatos favorables. elegido.

## Elección de Iraq (EE.UU y Irán, 2005)
Según Seymour Hersh (citando fuentes anónimas), en 2004-05 la administración Bush financió de forma encubierta (sin siquiera el conocimiento del Congreso que se oponía al plan) las campañas políticas de sus candidatos preferidos en las elecciones parlamentarias de Irak, en particular Ayad Allawi, buscando contrarrestar percepción de la influencia iraní en el Irak post-baazista.
Sin embargo, esto fue cuestionado por funcionarios de la Casa Blanca, el Departamento de Estado y el Congreso. Dafna Linzer cita a un oficial de inteligencia anónimo que dijo: "No creo que al final hayamos brindado apoyo encubierto, pero el área gris puede haber sido ¿lo consideramos alguna vez? Al principio, la administración había aprobado una política y luego , hablando con el nivel de trabajo, vieron que había pocas posibilidades de éxito y que era más probable que fracasara".

## Elecciones de Israel

### Eleccion de 1996 (EE.UU)
El presidente estadounidense Bill Clinton reconoció más tarde que, tras el asesinato del primer ministro Yitzhak Rabin, Clinton interfirió en nombre de Shimon Peres contra Benjamin Netanyahu. Clinton dijo más tarde que "trató de hacerlo de una manera que no me involucrara abiertamente".

### Eleccion de 2016 (EE.UU)
Durante la administración del presidente Barack Obama, el Departamento de Estado de EE. UU. envió casi $350,000 a una organización israelí sin fines de lucro, OneVoice. Surgieron acusaciones que afirmaban que los fondos estaban destinados a tratar de derrocar al primer ministro israelí, Benjamin Netanyahu, a favor de Isaac Herzog y Tzipi Livni.
El Departamento de Estado le dio una subvención a OneVoice. $233,500 se destinaron a OneVoice Israel y $115,776 a OneVoice Palestina. El objetivo de esta organización sin fines de lucro es alentar una solución de dos estados, y el dinero de la subvención estaba destinado a financiar a los activistas locales que promueven dicha solución tanto en Israel como en Palestina. Los palestinos no pueden votar en las elecciones israelíes, por lo que, en el mejor de los casos, se podrían haber gastado 233.550 dólares en la interferencia electoral israelí. Sin embargo, el dinero de la subvención se gastó en noviembre de 2014, antes de que Netanyahu anunciara nuevas elecciones. Además, en ese momento Netanyahu había estado a favor de una solución de dos estados. La administración Obama vio una solución de dos estados como una prioridad en Israel.
A principios de 2015, OneVoice se asoció con una nueva organización, V15, que tenía el objetivo declarado de "romper el statu quo" y poner en el poder a un gobierno de centro-izquierda. Netanyahu no era el objetivo específico, pero el efecto fue el mismo. V15 quería un nuevo gobierno para negociar una solución de dos estados y movilizó a los votantes en un esfuerzo por lograrlo. V15 fue asesorado por un ex estratega de campaña de Obama, sin embargo, no hay evidencia de que la administración de Obama intentara tener un papel directo o indirecto en afectar el resultado de las elecciones israelíes de 2015. Netanyahu fue reelegido.

## Elecciones en Italia

### Elección de 1948 (EE.UU, URSS y Santa Sede, 1948)
En las elecciones italianas de 1948, la administración de Harry Truman, aliada con la Iglesia católica, canalizó millones de dólares en fondos para el partido Democracia Cristiana y otros partidos a través de la Ley de Poderes de Guerra de 1941, además de proporcionar asesores militares, en un esfuerzo por evitar una victoria electoral para el Frente Democrático Popular (FDP), un frente único que comprende el Partido Socialista Italiano (PSI) y el Partido Comunista Italiano (PCI), los cuales habían jugado un papel clave en el movimiento de resistencia en tiempos de guerra. Siguiendo el consejo de Walter Dowling, EE. UU. también invitó al primer ministro Alcide De Gasperi a una visita oficial e hizo una serie de concesiones económicas relacionadas.
Por el contrario, la Unión Soviética canalizó hasta $ 10 millones mensuales a los comunistas y aprovechó su influencia en las empresas italianas a través de contratos para apoyarlos. Sin embargo, muchos de sus esfuerzos fueron ad hoc en comparación, y los demócratas cristianos finalmente ganaron de forma aplastante.

### Elecciones de 1983 (EE.UU y Arabia Saudita)
Según el periodista de investigación Bob Woodward, la CIA solicitó a Arabia Saudita que gastara $2 millones para ayudar en una operación secreta para evitar la victoria del Partido Comunista Italiano en las elecciones de 1983.

## Elecciones en Japón (EE.UU., U.S.S.R., 1950–60)
El Partido Liberal Democrático (PLD) de Japón recibió fondos secretos de los Estados Unidos durante los 50s y 60s. De acuerdo al previo embajador de los EE.UU a Japón Douglas MacArthur II, "los socialistas en Japón tuvieron sus propios fondos secretos de Moscow", y financiar al PLD ayudó a "proyectar poder estadounidense".

### Eleccion de 1952 (EE.UU)
Según documentos proporcionados por la Oficina del Historiador del Departamento de Estado y evidencia recopilada por el periodista Tim Weiner. Estados Unidos interfirió en las primeras elecciones de Japón tras el fin de la ocupación aliada de Japón liderada por Estados Unidos, comenzando por ocultar públicamente los detalles del nuevo tratado de seguridad entre Estados Unidos y Japón para evitar las críticas al gobierno. EE. UU. también financió silenciosamente al Partido Liberal a cambio de que el partido actuara en interés de EE. UU., como luchar contra las protestas contra las bases y apoyar una alianza militar con EE. UU.

### Eleccion de 1955 (EE.UU)
Según pruebas recogidas por el periodista Tim Weiner. Estados Unidos comenzó a proporcionar financiación encubierta al nuevo Partido Liberal Democrático durante las elecciones japonesas.

### Eleccion de 1958 (EE.UU)
La CIA emprendió una serie de acciones para asegurar la victoria del Partido Liberal Democrático. Esto incluyó medidas diplomáticas como persuadir al gobierno de Corea del Sur para que conceda a Japón derechos de pesca más liberales. Alentar a Vietnam e Indonesia a llegar a acuerdos de reparación, pronunciar discursos que promuevan los mercados para las exportaciones japonesas, acelerar la liberación de criminales de guerra, ofrecer fondos de campaña de manera encubierta, disminuir el gasto militar y prometer relajar la presencia militar en la isla (un tema delicado en Japón) y calladamente aliados reclutados en el partido a través de sobornos. La CIA también ofreció pagos a los miembros del Partido Socialista de Japón para debilitar los posibles movimientos antiestadounidenses.

### Eleccion de 1960 (EE.UU)
Según documentos proporcionados por la Oficina del Historiador del Departamento de Estado y evidencia recopilada por el periodista Tim Weiner. Estados Unidos continuó brindando financiamiento encubierto y asesoramiento electoral al Partido Liberal Democrático, a menudo disfrazando a los asesores como empresarios con sede en Estados Unidos. A principios de la década de 1960, los pagos anuales de entre $ 2 y $ 10 millones al partido y a los políticos individuales se habían vuelto "tan establecidos y tan rutinarios", informó el subsecretario de Estado de Inteligencia, Roger Hillsman, que eran una parte normal de las relaciones bilaterales.

### Eleccion de 1963 (EE.UU.)
Según documentos proporcionados por la Oficina del Historiador del Departamento de Estado y evidencia recopilada por el periodista Tim Weiner. Estados Unidos continuó brindando financiamiento encubierto y asesoramiento electoral al Partido Liberal Democrático, a menudo disfrazando a los asesores como empresarios con sede en Estados Unidos.

### Eleccion de 1967 (EE.UU.)
Según pruebas recogidas por el periodista Tim Weiner. Estados Unidos siguió proporcionando financiación encubierta al Partido Liberal Democrático durante las elecciones japonesas.

### Eleccion de 1969 (EE.UU.)
Según pruebas recogidas por el periodista Tim Weiner. Estados Unidos siguió proporcionando financiación encubierta al Partido Liberal Democrático durante las elecciones japonesas. Según Weiner, la financiación finalizó en la década de 1970 y no afirma si Estados Unidos financió al PLD durante las elecciones de 1972.

### Eleccion de 1972 (URSS)
La Unión Soviética apoyó de forma encubierta al Partido Socialista de Japón durante las elecciones de 1972 presionando a las empresas japonesas que comerciaban con la URSS para que apoyaran financieramente al Partido Socialista de Japón. A cambio de 10 millones de dólares en contratos con la URSS, estas empresas proporcionaron 100.000 dólares al Partido Socialista de Japón.

## Elecciones en Laos

### Eleccion de 1958 (EE.UU)
Según documentos proporcionados por la Oficina del Historiador del Departamento de Estado, el gobierno de EE. UU. temía profundamente una posible victoria de Pathet Lao en las elecciones de Laos. En respuesta, dieron dinero al gobierno real para llevar a cabo proyectos para mejorar el nivel de vida en las aldeas rurales (como la construcción de escuelas, caminos, instalaciones médicas, pozos y reparaciones generales de edificios). El programa costó alrededor de $ 500,000. El gobierno de Estados Unidos también financió directamente a candidatos conservadores.

### Eleccion de 1960 (EE.UU. y Tailandia)
Durante las elecciones de 1960, Estados Unidos y Tailandia financiaron encubiertamente el Comité para la Defensa de los Intereses Nacionales y sobornaron a sus oponentes para que se retiraran. Las elecciones fueron amañadas y marcadas con un extenso fraude. Esto ayudó a contribuir a los golpes de Laos de 1960.

### Eleccion de 1967 (EE.UU.)
Según el ex agente de la CIA y diplomático estadounidense James R. Lilley, la CIA trabajó para garantizar resultados "favorables" en la Asamblea Nacional de Laos. Afirma que "pensamos que era importante que Vang Pao tuviera más voz en el gobierno político del país. Descubrimos a quién apoyar sin mostrar nuestras huellas dactilares. Como parte de nuestro esfuerzo de construcción nacional" en Laos, bombeamos una cantidad relativamente grande de dinero a los políticos que escucharían nuestro consejo". También afirma que los políticos amigos de la CIA ganaron 54 de los 57 escaños en la Asamblea Nacional y que fue llamado a "Sr. Tammany Hall" por un embajador de los Estados Unidos.

## Elección libanesa (EE.UU., 1957)
Según documentos proporcionados por la Oficina del Historiador del Departamento de Estado, en respuesta a las crecientes actividades comunistas en el Líbano y la amenaza de la influencia sirio-egipcia, el gobierno de EE. UU. otorgó al Líbano $10 millones en ayuda económica y $2 millones en ayuda militar. Este fue diseñado para ser entregado a la población (a través de proyectos como viviendas de bajo costo, construcción de carreteras, irrigación, control de inundaciones, electrificación rural, suministro de agua y expansión del aeropuerto) para impulsar el apoyo popular al gobierno de Camille Chamoun antes de la Elecciones generales libanesas de 1957, además de mejorar las capacidades del ejército libanés.
Esto no logró detener la inestabilidad que estalló en el país, que culminó con una intervención militar estadounidense en la crisis del Líbano de 1958.

## Elección de Malasia (EE.UU., 1959)
Según documentos proporcionados por la Oficina del Historiador del Departamento de Estado, durante las primeras elecciones para formar el parlamento de Malasia, EE. UU. ayudó de manera encubierta al Partido Alianza, que se presentaba contra el Partido Islámico de Malasia y el Frente Socialista Popular Malayo.

## Elección Maltesa (EE.UU., 1971)
Según documentos proporcionados por la Oficina del Historiador del Departamento de Estado, durante las segundas elecciones que tuvo Malta después de la independencia del Imperio Británico, EE. UU. ayudó de manera encubierta al Partido Nacionalista que se postulaba contra el Partido Laborista de Malta.

## Elección de Mauricio (EE.UU., 1982)
La CIA brindó apoyo financiero de manera encubierta a Seewoosagur Ramgoolam del Partido Laborista de Mauricio en las elecciones generales de 1982 en un intento de expulsar a Anerood Jugnath y la alianza Movimiento Militante de Mauricio-Partido Socialista de Mauricio. Esto se debió al temor de que la MMM cerrara los puertos de Mauricio a la Marina de los EE. UU. y abriera las bases militares soviéticas, además de desafiar los reclamos de los EE. UU. sobre Diego García. El gobierno de EE. UU. autorizó al gobierno de Mauricio a vender la ayuda alimentaria entregada al país a través de USAID por $ 2 millones, lo que les permitió crear 21,000 puestos de trabajo para ayudarlos a ganar las elecciones.

## Elección de Mongolia (EE.UU., 1996)
Durante las elecciones mongolas de 1996, ese National Endowment for Democracy ayudó a unir a varios partidos políticos, intelectuales, empresarios, estudiantes y otros activistas en una Coalición de Unión Democrática y luego los capacitó en campañas de base y reclutamiento de miembros. También ayudaron a distribuir 350.000 copias de un manifiesto que pedía derechos de propiedad privada, prensa libre e inversión extranjera para ayudar a convencer a la gente de expulsar al Partido Revolucionario del Pueblo Mongol.

## Elección de Nepal (EE.UU., 1959)
La CIA ayudó de forma encubierta a B.P. Koirala y el Congreso de Nepal al ganar las elecciones de 1959.

## Eleccion de Palestinas (EE.UU. y Israel, 2006)
Durante las elecciones palestinas de 2006, Israel esperaba que Fatah prevaleciera sobre Hamas, siendo este último una organización fundamentalista suní-islámica. El primer ministro israelí, Ariel Sharon, quería detener las elecciones si Hamás presentaba candidatos. Sin embargo, el presidente estadounidense, George W. Bush, se opuso a tal interferencia electoral y Hamás ganó, a pesar de los millones de dólares clandestinos que fluían de la administración Bush a Fatah durante las últimas semanas de la campaña. La entonces senadora Hillary Clinton comentó en ese momento: "Deberíamos habernos asegurado de hacer algo para determinar quién iba a ganar".

## Elección de Polonia (para la Unión Soviética, 1947)
Aunque los acuerdos de la Conferencia de Yalta preveían elecciones "libres y sin restricciones" en Polonia, el Kremlin y el PPR no tenían intención de permitir unas elecciones honestas. El líder soviético Joseph Stalin era muy consciente de que si Polonia celebraba elecciones libres, ello conduciría a un gobierno antisoviético. Las leyes electorales introducidas antes de las elecciones permitieron al gobierno, que había estado dominado por los comunistas desde su establecimiento en 1944 por el Comité Polaco para la Liberación Nacional, eliminar a 409.326 personas de las listas electorales. Las elecciones de 1947 (junto con el referéndum anterior de 1946) fueron organizadas y supervisadas de cerca por especialistas de la UB (policía secreta), que trabajaron en estrecha colaboración con sus homólogos soviéticos como Aron Pałkin y Siemion Dawydow, ambos oficiales de alto rango. del MGB soviético. En algunas regiones, más del 40% de los miembros de las comisiones electorales que debían monitorear el voto fueron reclutados por la UB. Bolesław Bierut, jefe del parlamento polaco provisional (Consejo Nacional de Estado) y presidente interino, solicitó asistencia soviética en las elecciones.

## Elecciones en La Filipinas

### Eleccion de 1953 (EE.UU.)
El gobierno de los Estados Unidos, incluida la Agencia Central de Inteligencia, tuvo una fuerte influencia en las elecciones de 1953, y los candidatos en las elecciones compitieron ferozmente entre sí por el apoyo de los Estados Unidos. El agente de la CIA Edward Lansdale supuestamente dirigió la exitosa campaña presidencial de 1953 de Ramón Magsaysay.

### Eleccion de 2016 (China)
El exsecretario de Relaciones Exteriores, Albert del Rosario, alegó que los funcionarios chinos en febrero de 2019 se jactaron de influir en las elecciones presidenciales de 2016 para favorecer al presidente Rodrigo Duterte. Duterte dijo que la acusación es falsa y señaló que no necesitó la ayuda de ningún país extranjero para asegurar los votos necesarios para ganar las elecciones.

## Elección en Rusa (EE.UU., 1996)
El primer presidente ruso Boris Yeltsin ganó su segundo mandato en las elecciones presidenciales de 1996 Un equipo de ciudadanos estadounidenses privados, expertos en campaña organizados por Felix Braynin, brindó asistencia a la campaña de Yeltsin. El equipo estaba formado por Steven Moore, Joe Shumate, George Gorton y Richard Dresner, quienes trabajaron en Rusia durante cuatro meses y recibieron $250 000, más el pago de todos los costos, y un presupuesto ilimitado para encuestas y otras actividades.
Simultáneamente, la administración de los EE. UU. obtuvo un préstamo del FMI por valor de 10 200 millones de USD a Rusia para mantener a flote la economía nacional y el gobierno liberal pro-occidental. Los fondos del préstamo fueron malversados de manera fraudulenta por el círculo íntimo de Yeltsin, y el FMI a sabiendas hizo la vista gorda ante estos acontecimientos. Si bien la agresiva campaña a favor de Yeltsin aumentó su índice de aprobación de un 6 % inicial[95] a un 35 % en la primera vuelta de las elecciones, y luego le ganó la segunda vuelta contra el competidor comunista Gennady Zyuganov con un 54 % a un 41 %, hubo especulación generalizada de que los resultados oficiales fueron amañados.

## Elección de Sammarinese (EE.UU. y Italia, 1959)
Según los documentos proporcionados por la Oficina del Historiador del Departamento de Estado, EE. UU. e Italia proporcionaron cada uno al gobierno de San Marino $ 850,000 antes de las elecciones de 1959. Esto se hizo para evitar una elección del anteriormente exitoso Partido Comunista de Sammarinese.

## Elección de Sri Lanka (India, 2015)
Se alegó que la agencia de inteligencia exterior india había desempeñado un papel en la unión de la oposición de Sri Lanka para lograr la derrota de Mahinda Rajapaksa. Ha habido una creciente preocupación en el gobierno indio por la creciente influencia del rival económico y militar China en los asuntos de Sri Lanka. Rajapaksa subió aún más la apuesta al permitir que 2 submarinos chinos atracaran en 2014, sin informar a India, a pesar de un acuerdo de suspensión a tal efecto entre India y Sri Lanka. India vio con inquietud la creciente inclinación china de Rajapaksa. Además, se alegó que un agente de RAW ayudó a coordinar las conversaciones dentro de la oposición y convenció al ex primer ministro Ranil Wickremasinghe de no oponerse a Rajapaksa, sino de elegir un candidato común de la oposición, que tenía más posibilidades de ganar. También se alega que el agente estuvo en contacto con Chandrika Kumaratunga, quien desempeñó un papel clave en convencer a Maithripala Sirisena de ser el candidato común.

## Elección de Somalí (EE.UU., 1964)
Según documentos proporcionados por la Oficina del Historiador del Departamento de Estado, EE. UU. inició acciones encubiertas para influir en las elecciones parlamentarias somalíes de 1964 para garantizar la elección de funcionarios gubernamentales y parlamentarios en Somalia dispuestos favorablemente a Occidente y asignó $ 200,000 para este propósito. El programa se terminó en 1967.

## Elección de Taiwan (China, 2018)
Los líderes de la República de China, incluidos la presidenta Tsai Ing-wen y el primer ministro William Lai, han acusado repetidamente a la República Popular de China de difundir noticias falsas a través de las redes sociales para influir en los votantes y apoyar a los candidatos más simpatizantes de Beijing antes de las elecciones locales de Taiwán de 2018. El desertor chino Wang Liqiang afirmó que había recibido instrucciones de interferir en las elecciones de mitad de período de Taiwán de 2018, así como en la próxima carrera. “La historia no fue tan impactante en Taiwán como lo fue en otras partes del mundo”, dijo Lev Nachman, candidato a doctorado en la Universidad de California, Irvine, que estudia los movimientos sociales y se enfoca en Taiwán. “No es una novedad para los taiwaneses que China ha estado cooptando organizaciones locales para tener influencia política”.

## Elección de Togolesa (Francia, 2010)
Vincent Bolloré, un multimillonario francés cercano al entonces presidente francés Nicolas Sarkozy, supuestamente brindó apoyo financiero al candidato presidencial Faure Gnassingbé en las elecciones presidenciales togolesas de 2010. Se le acusa de haber ofrecido un descuento de Gnassingbé en anuncios de su agencia de publicidad, que no ofreció a su oponente, Jean-Pierre Fabre. Gnassingbé se convirtió en presidente de Togo y otorgó concesiones portuarias a la empresa de Bolloré. Bolloré niega formalmente haber actuado mal.

## elecciones ucranianas
elecciones de 2004 (por Rusia)
Conversaciones de mesa redonda con representantes ucranianos y extranjeros durante la Revolución Naranja el 1 de diciembre en Kiev.
Artículo principal: Revolución Naranja
El gobierno ruso intentó influir públicamente en las elecciones presidenciales de Ucrania de 2004.[1] El presidente ruso, Vladimir Putin, apoyó públicamente al candidato Viktor Yanukovych e hizo visitas públicas a Ucrania en su nombre. Según Kempe y Solonenko, "el interés general de la élite rusa era mantener a Ucrania como un vecino y socio confiable". Esto se logró canalizando la financiación y la experiencia rusas directamente hacia la campaña de Yanukovych o el gobierno de Ucrania, en un esfuerzo descrito como "descaradamente partidista".[1] Mientras tanto, EE. UU., Canadá, Polonia y Eslovaquia dieron dinero para construir partidos políticos en Ucrania.[1]
Elecciones de 2014 (por Rusia)
Los piratas informáticos prorrusos lanzaron una serie de ataques cibernéticos durante varios días para interrumpir las elecciones presidenciales de Ucrania de mayo de 2014, publicaron correos electrónicos pirateados, intentaron alterar el recuento de votos y retrasaron el resultado final con ataques distribuidos de denegación de servicio.[104][105 ] El malware que habría mostrado un gráfico que declaraba ganador electoral al candidato de extrema derecha Dmytro Yarosh fue retirado de la Comisión Electoral Central de Ucrania menos de una hora antes del cierre de las urnas. A pesar de esto, Channel One Russia "informó que el Sr. Yarosh había ganado y difundió el gráfico falso, citando el sitio web de la comisión electoral, aunque nunca había aparecido allí".[104][106] Según Peter Ordeshook: "Estos resultados falsos estaban dirigidos a una audiencia específica con el fin de alimentar la narrativa rusa que ha afirmado desde el principio que los ultranacionalistas y los nazis estaban detrás de la revolución en Ucrania".[104]

## elecciones reino unido

### Referéndum Brexit de 2016 (por Rusia, Estados Unidos y Arabia Saudita)
Manifestantes pro-UE en Birmingham, septiembre de 2018
Hay una investigación en curso[107] por parte de la Comisión Electoral del Reino Unido, el Comité Selecto de Cultura del Parlamento del Reino Unido y el Senado de los Estados Unidos sobre la supuesta interferencia rusa en la encuesta sobre el "Brexit" del 23 de junio de 2016.[108]
En mayo de 2017, el Irish Times informó que fuentes en Arabia Saudita habían donado potencialmente 425 622 libras esterlinas al Partido Unionista Democrático que apoyaba la "licencia de voto" para gastar durante el referéndum.[109]
Algunos políticos británicos acusaron al presidente de EE. UU., Barack Obama, de interferir en la votación del Brexit al manifestar públicamente su apoyo a la permanencia en la UE.[110]

### Elecciones de liderazgo del Partido Conservador de 2019 (por Arabia Saudita)
Los donantes de Jeremy Hunt incluyen a Ken Costa, banquero de inversiones con estrechos vínculos con el príncipe heredero de Arabia Saudita, Mohammad bin Salman.[111][112][113]

## elecciones estados unidos

### elecciones de 1796 (por Francia)
El ministro francés (embajador) en los Estados Unidos, Pierre Adet, y otros funcionarios franceses apoyaron abiertamente a los republicanos y su candidato presidencial Thomas Jefferson, mientras atacaban a los federalistas y su candidato presidencial John Adams.[114] Adams ganó de todos modos.

### Elecciones de 1940 (por la Alemania nazi y el Reino Unido)
En octubre de 1940, buscando frustrar la reelección del actual presidente estadounidense Franklin D. Roosevelt, los nazis sobornaron a un periódico estadounidense para que publicara un documento que el ministro de Relaciones Exteriores, Joachim von Ribbentrop, esperaba que convenciera a los votantes estadounidenses de que Roosevelt era un "belicista" y un "hipócrita criminal". ". La filtración del documento del gobierno polaco capturado no tuvo el efecto deseado y el candidato presidencial republicano Wendell Willkie perdió las elecciones.[4][115]
Desde 1940 hasta "al menos 1944", el Servicio Secreto de Inteligencia Británico (SIS) orquestó lo que Steve Usdin de Politico describió como una campaña de influencia "sin paralelo en la historia de las relaciones entre democracias aliadas" para socavar a los políticos estadounidenses que se oponen a la participación estadounidense en la Guerra Mundial. II, gran parte del cual fue documentado en una historia desclasificada por William Stephenson, el jefe de la organización de fachada del SIS, la Coordinación de Seguridad Británica (BSC). Usdin declaró que "SIS... inundó los periódicos estadounidenses con historias falsas, filtró los resultados de la vigilancia electrónica ilegal y desplegó sorpresas de octubre contra candidatos políticos".[116]

### elecciones de 1960 (por la Unión Soviética)
Adlai Stevenson II había sido el candidato presidencial demócrata en 1952 y 1956, y los soviéticos le ofrecieron apoyo propagandístico si volvía a postularse para presidente en 1960, pero Stevenson se negó a postularse nuevamente.[117] En cambio, el líder soviético Nikita Khrushchev apoyó a John F. Kennedy en esa elección muy reñida, contra Richard Nixon con quien Krushchev se había enfrentado en el debate de cocina de 1959.[118] El 1 de julio de 1960, un MiG-19 soviético derribó un avión de reconocimiento RB-47H estadounidense en el espacio aéreo internacional sobre el mar de Barents, con cuatro tripulantes muertos y dos capturados por los soviéticos: John R. McKone y Freeman B. Olmstead. [119] Los soviéticos retuvieron a esos dos prisioneros para evitar darle a Nixon (quien era el actual vicepresidente de los Estados Unidos) la oportunidad de jactarse de su capacidad para trabajar con los soviéticos, y los dos oficiales de la Fuerza Aérea fueron liberados justo días después de la toma de posesión de Kennedy, el 25 de enero de 1961. Jrushchov se jactó más tarde de que Kennedy reconoció la ayuda soviética: "Tienes razón. Admito que desempeñaste un papel en las elecciones y emitiste tu voto por mí..."[118]. El embajador soviético en los Estados Unidos, Oleg Troyanovsky, confirma el reconocimiento de Kennedy, pero también cita a Kennedy dudando si el apoyo soviético marcó una diferencia: "No creo que haya afectado las elecciones de ninguna manera".[118][120]

### elecciones de 1968 (por Vietnam del Sur)
En los últimos meses de la elección presidencial entre Richard Nixon y Hubert Humphrey, el presidente Lyndon B. Johnson anunció una sorpresa de octubre, con la intención de ayudar a Humphrey, al declarar el cese de los bombardeos en la Guerra de Vietnam en curso y una nueva ronda de negociaciones de paz. En respuesta, la popularidad de Humphrey creció y finalmente superó a Nixon en tres puntos porcentuales.
Sin embargo, el gobierno de Vietnam del Sur, en consulta con la campaña de Nixon, anunció tres días antes de las elecciones que no participaría en las conversaciones, y Nixon ganó la votación por menos de un punto porcentual.[121]

### Elecciones de 1980 (por Irán)
Artículos principales: Crisis de los rehenes en Irán y teoría de la conspiración de la sorpresa de octubre
A lo largo de las elecciones presidenciales de 1980, se mantuvieron negociaciones entre la administración de Jimmy Carter y el gobierno de Irán con respecto a 52 ciudadanos estadounidenses que habían sido tomados como rehenes en noviembre de 1979.[121] Aunque se reconoció que las negociaciones estaban llegando a una conclusión exitosa, el gobierno de Irán retrasó su publicación hasta después de las elecciones, posiblemente como represalia por la decisión de Carter de admitir al depuesto líder iraní Mohammad Reza Pahlavi en los Estados Unidos para recibir tratamiento contra el cáncer.[ 121][122]
Las opiniones difieren en cuanto a la naturaleza intencional de la demora con respecto al resultado de la elección. Una investigación de diez meses realizada por la Cámara de Representantes de EE. UU. concluyó que "prácticamente no había evidencia creíble para respaldar las acusaciones". [123] Sin embargo, el ex presidente iraní Abolhassan Banisadr afirmó que hubo un acuerdo entre Reagan e Irán para retrasar la publicación a cambio de armas.[124]
En un memorando desclasificado de 1980, la CIA concluyó que "los iraníes de línea dura, especialmente el ayatolá Jomeini" estaban "decididos a explotar el tema de los rehenes para provocar la derrota del presidente Carter en las elecciones de noviembre".[125]

### elecciones de 1984 (por la Unión Soviética)
Cuando Ronald Reagan se presentó a la reelección como presidente, la Unión Soviética se opuso a su candidatura y tomó medidas activas contra ella.[126] SoviSegún los informes, los servicios de inteligencia intentaron infiltrarse tanto en el Comité Nacional Republicano como en el Comité Nacional Demócrata.[126]

### elecciones de 1996 (por China)
Bill Clinton y Jiang Zemin en una conferencia de prensa conjunta en la Casa Blanca en octubre de 1997
En febrero de 1997, funcionarios de la Oficina Federal de Investigaciones anunciaron que habían descubierto pruebas de que el gobierno de China había tratado de realizar contribuciones extranjeras ilegales al Comité Nacional Demócrata.[127][128] A pesar de la evidencia,[129][130] tanto la administración presidencial como el gobierno chino negaron haber actuado mal.[131][132]

### Elecciones de 2012 (por Israel)
En 2012, el ex primer ministro israelí Ehud Olmert afirmó que el primer ministro Benjamin Netanyahu intentó socavar al presidente Barack Obama a favor del candidato republicano Mitt Romney.[133] El ex primer ministro Ehud Barak dijo que la interferencia costó la ayuda de Israel.[134] Netanyahu lo ha negado.[135] Las acusaciones incluían afirmaciones de que Obama había desairado deliberadamente a Netanyahu, y otra insinuaba que Netanyahu diseñó una aparición en un anuncio de televisión para apoyar a Romney.[136]

### 2016 (por Rusia y los estados del Golfo)
La injerencia en las elecciones de 2016 por parte de entidades vinculadas al gobierno ruso fue un escándalo que dominó las noticias durante la primera mitad de la presidencia de Donald Trump.

#### Elecciones de 2016 (por Rusia)
Artículos principales: Interferencia rusa en las elecciones estadounidenses de 2016 , Cronología de la interferencia rusa en las elecciones estadounidenses de 2016 y Cronología de la interferencia rusa en las elecciones estadounidenses de 2016 (julio de 2016 - día de las elecciones)
Ver también: Investigación del abogado especial (2017-2019) y Ley de lucha contra los adversarios de Estados Unidos a través de sanciones
En octubre de 2016, el gobierno de EE. UU. acusó a Rusia de interferir en las elecciones estadounidenses de 2016 utilizando una serie de estrategias, incluido el pirateo del Comité Nacional Demócrata (DNC) y la filtración de sus documentos a WikiLeaks, que luego los filtró a los medios de comunicación.[137] ][138] Rusia ha negado cualquier participación.[139]
En respuesta, el 29 de diciembre de 2016, el presidente Barack Obama expulsó a 35 diplomáticos rusos y amplió las sanciones contra entidades e individuos rusos.[140]
En enero de 2017, luego de un aviso de la inteligencia británica,[141][142] la comunidad de inteligencia de los EE. UU. expresó su "gran confianza" en que el presidente ruso, Vladimir Putin, ordenó una campaña de influencia diseñada para interferir en las elecciones estadounidenses de 2016 y socavar la confianza en los EE. UU. proceso democrático, perjudicar las posibilidades de la secretaria Hillary Clinton y ayudar a Donald Trump a ganar.[143]

#### Elecciones de 2016 (por Ucrania)
El asalto asimétrico de Putin a la democracia en Rusia y Europa: implicaciones para la seguridad nacional de EE. UU.
En julio de 2016, se le preguntó al candidato Donald Trump sobre la anexión rusa de Crimea a Ucrania.[144] La declaración de Trump indicando que reconocería a Crimea como rusa causó alarma en Ucrania, y el embajador de Ucrania en los EE. UU., Valeriy Chaly, escribió un artículo en el que criticaba a Trump por romper con la plataforma del partido republicano.[145] Otros destacados políticos ucranianos escribieron publicaciones muy críticas en las redes sociales, incluido el ex primer ministro Arseny Yatseniuk y el ministro del Interior Arsen Avakov.[146]
En agosto de 2016, la Oficina Nacional Anticorrupción de Ucrania y el legislador ucraniano Serhiy Leshchenko publicaron libros de contabilidad que alegaban que Paul Manafort (jefe de campaña de Donald Trump) había recibido 12,7 millones de dólares en pagos ilícitos del Partido de las Regiones prorruso de Ucrania. Manafort renunció a la campaña de Trump poco después. Como parte del acuerdo de culpabilidad de Manafort antes de su segundo juicio en 2018, Manafort admitió haber recibido más de 60 millones de dólares de grupos políticos prorrusos por su trabajo en Ucrania, y blanqueó más de 30 millones de dólares a través de empresas extranjeras y cuentas bancarias para ocultarlo del público. IRS, evitando así la responsabilidad por $15 millones en impuestos.[147]
Si bien se ha afirmado que Ucrania parecía "forzar el protocolo diplomático que dicta que los gobiernos se abstengan de participar en las elecciones de los demás",[148] no hay evidencia de un esfuerzo de arriba hacia abajo por parte de Ucrania para influir en las elecciones presidenciales de EE. UU. de 2016.[149 ]

#### Elecciones de 2016 (por Arabia Saudita y los Emiratos Árabes Unidos)
El fiscal especial Robert Mueller investigó una reunión entre Donald Trump Jr. y un emisario de dos monarquías del Golfo. En agosto de 2016, Trump Jr. se reunió con el representante del príncipe heredero de Arabia Saudita y gobernante de facto Mohammad bin Salman y el príncipe heredero de Abu Dabi Mohammed bin Zayed Al Nahyan, gobernante de facto de los Emiratos Árabes Unidos. El enviado ofreció ayuda a la campaña presidencial de Trump,[150] aunque no está claro qué tipo de ayuda le brindaron a la campaña de Trump, si la hubo.[151] En la reunión participaron el empresario libanés-estadounidense George Nader, Joel Zamel, un especialista israelí en la manipulación de las redes sociales, y el fundador de Blackwater, Erik Prince.[152][150] Donald Trump también registró ocho nuevos negocios en Arabia Saudita durante la campaña electoral.[153]

#### Elecciones de 2016 (por Israel)
Según The Times of Israel, Roger Stone, el confidente de Trump desde hace mucho tiempo, "estuvo en contacto con uno o más israelíes aparentemente bien conectados en el apogeo de la campaña presidencial estadounidense de 2016, uno de los cuales advirtió a Stone que Trump" iba a ser derrotado a menos que intervenir” y prometió “tenemos inteligencia crítica[sic]”. El intercambio entre Stone y este contacto basado en Jerusalén aparece en documentos del FBI hechos públicos".[154][155]

#### 2018 (por Rusia, China e Irán)
Artículo principal: Injerencia rusa en las elecciones de Estados Unidos de 2018
El director de inteligencia nacional de EE. UU., Dan Coats, acusó a Rusia, China e Irán de intentar influir en las elecciones estadounidenses de 2018.[156][157]

### 2020 (por Rusia e Irán)
Artículo principal: Injerencia rusa en las elecciones de Estados Unidos de 2020
Los funcionarios estadounidenses han acusado a Rusia e Irán de intentar influir en las elecciones estadounidenses de 2020.
El 13 de febrero de 2020, funcionarios de inteligencia estadounidenses informaron a los miembros del Comité de Inteligencia de la Cámara de Representantes que Rusia estaba interfiriendo en las elecciones de 2020 en un esfuerzo por lograr la reelección de Trump.[158] Si bien se cree que China e Irán apoyaron la candidatura de Joe Biden, no se informó de ninguna interferencia electoral activa por parte de ninguno de los dos países.[159][160][161] Bloomberg News informó en enero de 2020 que la inteligencia y las fuerzas del orden estadounidenses estaban examinando si Rusia estaba involucrada en promover la desinformación para socavar a Joe Biden como parte de una campaña para interrumpir las elecciones de 2020. [cita requerida] El 21 de febrero de 2020, The Washington Post informó que , según funcionarios estadounidenses anónimos, Rusia estaba interfiriendo en las primarias demócratas en un esfuerzo por apoyar la nominación del senador Bernie Sanders.[162]
El 21 de octubre de 2020, el Director de Inteligencia Nacional, John Ratcliffe, dijo que Irán y Rusia habían obtenido datos del registro de votantes de EE. UU. y que Irán había enviado correos electrónicos intimidatorios a los votantes bajo el nombre de "Proud Boys", un grupo de extrema derecha.[163]
El 16 de marzo de 2021, un informe de inteligencia desclasificado confirmó la interferencia electoral de Rusia al apoyar la candidatura de reelección de Donald Trump, mientras que la interferencia electoral de Irán al mismo tiempo intentaba dañar a Trump.[164][165]
Durante su presidencia, Trump había acusado por separado a China de influir en las elecciones. Sin embargo, el informe confirmó que China en realidad no buscó influir en el resultado de las elecciones, y tales afirmaciones no tenían fundamento.[166][167][168][169][170]